# Façana de la casa al carrer Major, 60 (Tona)
La Façana de la casa al carrer Major, 60 és una obra eclèctica de Tona (Osona) inclosa a l'Inventari del Patrimoni Arquitectònic de Catalunya.

## Descripció
Façana en la què destaca la sobrietat i l'equilibri en la seva disposició. Consta de planta baixa, tres pisos i terrat.
La planta baixa està formada per lloses de pedra de 80 cm de llarg per 25 cm d'alçada.
Al primer pis hi ha una balconada traçada a tot el llarg amb permòdols de pedra treballada.
Totes les obertures tenen forma rectangular i a l'últim pis les llindes tenen forma arrodonida.